# Netwerk Gebruikersgroep Nederland
De Netwerk Gebruikersgroep Nederland (NGN) was tot 2014 een vereniging voor IT-professionals en systeembeheerders. Per 1 januari 2014 fuseerde het met het Nederlands Genootschap voor Informatica tot Ngi-NGN. Deze vereniging ging vervolgens op 1 januari 2017 een fusie aan met de Koninklijke Nederlandse Vereniging van Informatieprofessionals, onder welke naam de gefuseerde vereniging doorging.
De NGN - hét platform voor de ICT-professional - bracht sinds 1989 IT- en netwerkprofessionals met elkaar in contact. De NGN was een onafhankelijk en onpartijdig platform waar 3.000 individuele leden kennis opdeden en ervaringen met elkaar uitwisselden.
De NGN bood haar leden onder meer de volgende diensten:
- het maandelijks verschijnend vakblad 'IT-Infra' (10 keer per jaar).
- regelmatige aanbiedingen voor de leden.
- de NGN Nieuwsbrief die tweemaal per week per e-mail verscheen.
- de NGN website met discussierubrieken, software en een uitgebreide kennisbank.
- themadagen, lezingen en workshops
- workshops over uiteenlopende thema's gericht op de praktijk van de systeembeheerder
- de up2date cd's en dvd's